# ボストン・クリスマス・ツリー
ボストン・クリスマス・ツリー (英語: Boston Christmas Tree) は、アメリカ合衆国マサチューセッツ州ボストン市公式クリスマスツリー。1941年以降毎年点灯され、1971年からはカナダのノバスコシア州よりボストンへ、1917年のハリファックス大爆発での支援への感謝の意を込めて贈られている。ボストンコモンに立てられ、クリスマス時期を通して点灯される。

## ハリファックス大爆発
1917年12月6日9時4分35秒、ハリファックス大爆発が起こり、ノバスコシア州ハリファックスの大部分が大きな被害を受けた。ボストンの有力者らが電報で知らせを受け、すぐに支援列車を用意し同日22時頃には生存者の支援に向かった。吹雪で遅れたが、12月8日早朝になんとかたどり着き、すぐに食糧、水、医療用品を配給し始めた。ボストンから来た者の多くは、爆発後休憩なしで働いていたノバスコシア州の医療関係者の手助けをすることができた。ノバスコシア州の子供たちは学校でこの爆発について学び、ボストンの人々は最初の支援者たちであり、命の恩人であると教えられる。

## 寄贈
| 年   | 伐採地                                 | 寄贈者                                |
| ---- | -------------------------------------- | ------------------------------------- |
| 2016 | ケープ・ブレトン島エインズリー・グレン | クラウン・ランド                      |
| 2015 | ピクトウ郡                             | アンドレア&ウィリアム・マッキーチャン |
| 2014 | アンティゴニシュ郡パールブルック       | ジョン&エセル・アン・マクファーソン   |
| 2013 | ミル・コーヴ                           | メアリー・ルー・ミリガン              |
| 2011 | セントラル・アーガイル                 | ケン&ドナ・スピニー                   |
| 2010 | ケントヴィル                           | ゲイリー&ロシーン・マイズナー         |
| 2008 | アナポリス郡クレメンツヴェイル         | クレイグ&マリナ・クック               |
| 2007 | アナポリス・ヴァレイ                   | クリストファー&リサ・ハミルトン       |
| 2006 | ニュー・ロス                           | アラン&アントワネット・ブルーム       |
| 1972 | ルネンバーグ郡                         | ジョセフ・スロウエンホワイト          |
| 1971 | ルネンバーグ郡                         | ジョセフ・スロウエンホワイト          |

ノバスコシア州は感謝の意を表してボストンにクリスマス・ツリーを贈った。1917年のハリファックス大爆発の際、ボストン赤十字社とマサチューセッツ公安委員会はすぐに支援に向かったのである。1971年に再度ツリーが贈られ、以降毎年贈られている。毎年の寄贈は、ルネンバーグ郡クリスマス・ツリー製造協会がツリー輸送の宣伝を兼ねてボストンへの感謝を表明したのが始まりであった。1976年、ノバスコシア州政府が引き継ぎ、交易や観光の宣伝を兼ねてお礼を続けている。
ノバスコシア州民にとってとても重要なことであるとされている。ジョセフ・スロウエンホワイトが最初の2本を寄贈した。ほとんどのツリーは州南部から寄贈されているが、2014年は北部のアンティゴニシュ郡から寄贈され、2016年はケープ・ブレトン島から初めて寄贈された。
また小さなツリーがボストン市内のホームレス緊急一時宿泊施設であるロジーズ・プレイスとパイン・ストリート・インに寄贈されている。

## 選定
クリスマス・ツリー専門家は長年使用されているリストを基に、常にツリーを探し、選定に責任を持っている。その年の選定は6月または7月に開始する。
多くの寄贈者が光栄に思っており、ボストンへ贈られる意味を知っている者にとってツリーが伐採され運ばれるのを見ることを嬉しく思うものである。通常「祖父が植えたスプルース」が伐採されるのを希望する者はあまりいないであろうが、ボストンに贈ると聞くと喜ばれる。「非常に光栄」なものと考えられ、「断る理由がない」とされている。時々寄贈者の祖先が爆発被害者である場合もある。自分の木が選ばれるよう策略的になることもある。

### 仕様
ハリファックスとボストンの双方にとって重要なシンボルとして知られ、ノバスコシア天然資源局はツリー選定のガイドラインを設けている。シロトウヒまたはアカトウヒの美しいバルサムモミで、12から16メートルの高さで、発育や色が良く、葉の密度は中程度以上、左右対称で伐採しやすいことである。通常ツリー農場のものでなく、ひらけた土地に生育し、高く枝葉が密集しているものが選ばれる。

### クリスマス・ツリー専門家
毎年、ノバスコシア天然資源局のクリスマス・ツリー専門家が選定の責任を持つ。専門家のガイドラインは「ツリーは見つかりにくく、大変な作業かもしれない。良い木のある場所を覚えておかなくてはならず、木の所有者に少額で譲ってくれるようお願いしなければならない」。最初の専門家はトム・アーンストで、1990年代にピーター・ロムキーに交代した。2014年現在の専門家は2001年から務めているロス・H・ペンツである。

## 伐採式
ツリーが伐採される前、各枝が幹に縛られる。1日につき2人がかりで伐採の準備の半分となる。チェーンソーが根元を切る間、クレーン車が頂点を押さえる。
伐採式はノバスコシア州民にとって「とてもローカルな光景」とされ、在ハリファックス・アメリカ領事館、ノバスコシア・クリスマス・ツリー協議会、何百人もの児童生徒、広報、王立カナダ騎馬警察、ノバスコシア自然保護局、アンティゴニシュ・バグパイパー、ノバスコシア・マス・クワイア、そしてサンタクロースなどが参加する。
2014年、ノバスコシア・コミュニティ・カレッジの環境技術プログラムの学生および職員がこの年のツリーを伐採した。

## 輸送

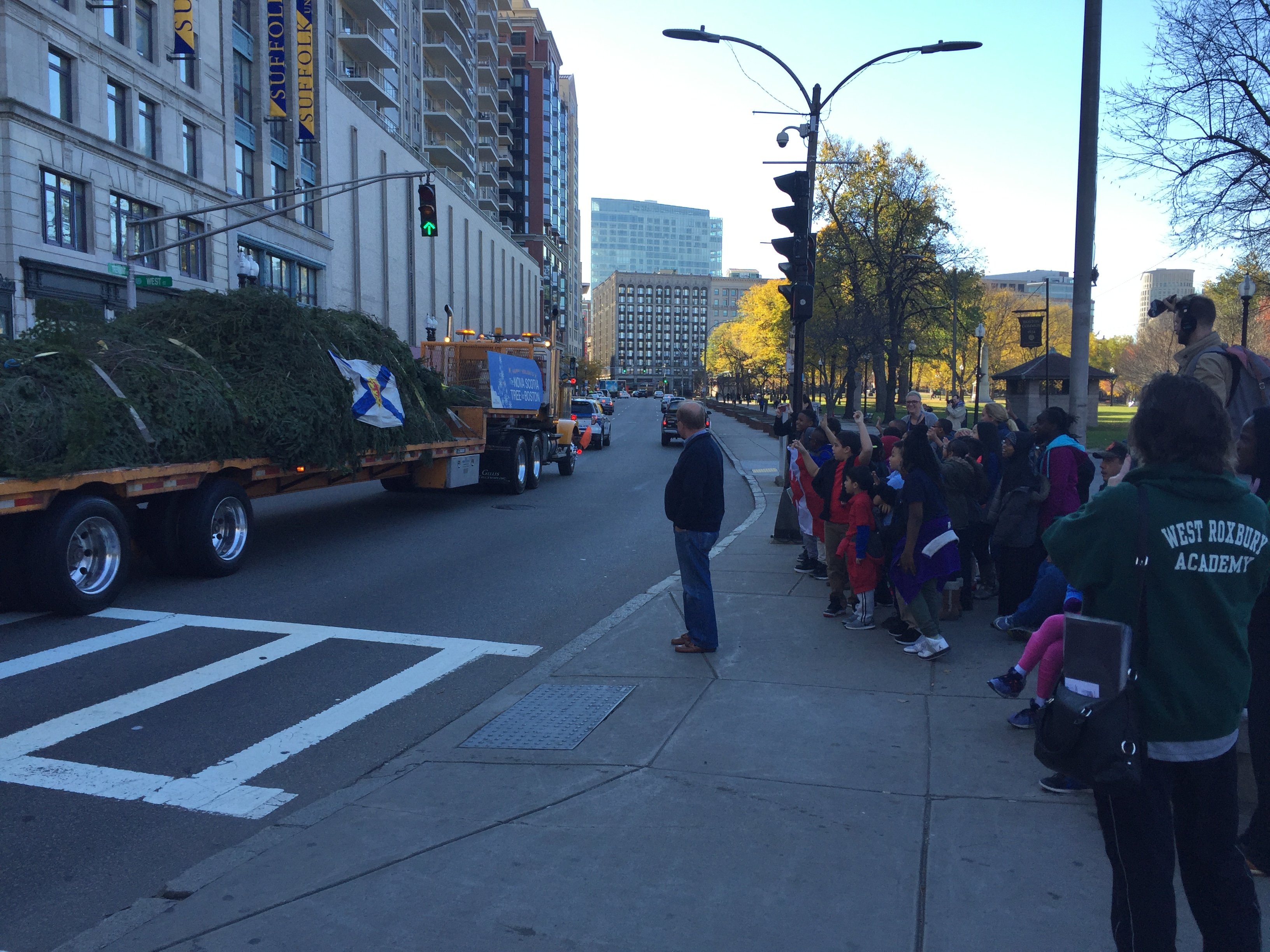
ボストン・コモン沿いのトレモント・ストリートで手を振ってツリーを迎える児童

ツリーはボストンまで750マイル(1,200キロメートル)以上を輸送する。ハリファックスのグランド・パレードでスタンフィールズのライヴなどを含むツリーを送り出す会をする。参加者はボストンへ贈る感謝ノートに記名することができる。ノバスコシア州をトラックで、その後ファンディ湾をフェリーで、そしてトラックでメイン州とニューハンプシャー州を通りボストンに到着する。
2013年、ボストンマラソン爆弾テロ事件の犠牲者に敬意を表する走者グループがハリファックスからツリーを先導した。このためノバスコシア州、ニューブランズウィック州、メイン州で輸送のための特別許可が下りた。

## ツリーの到着および点灯

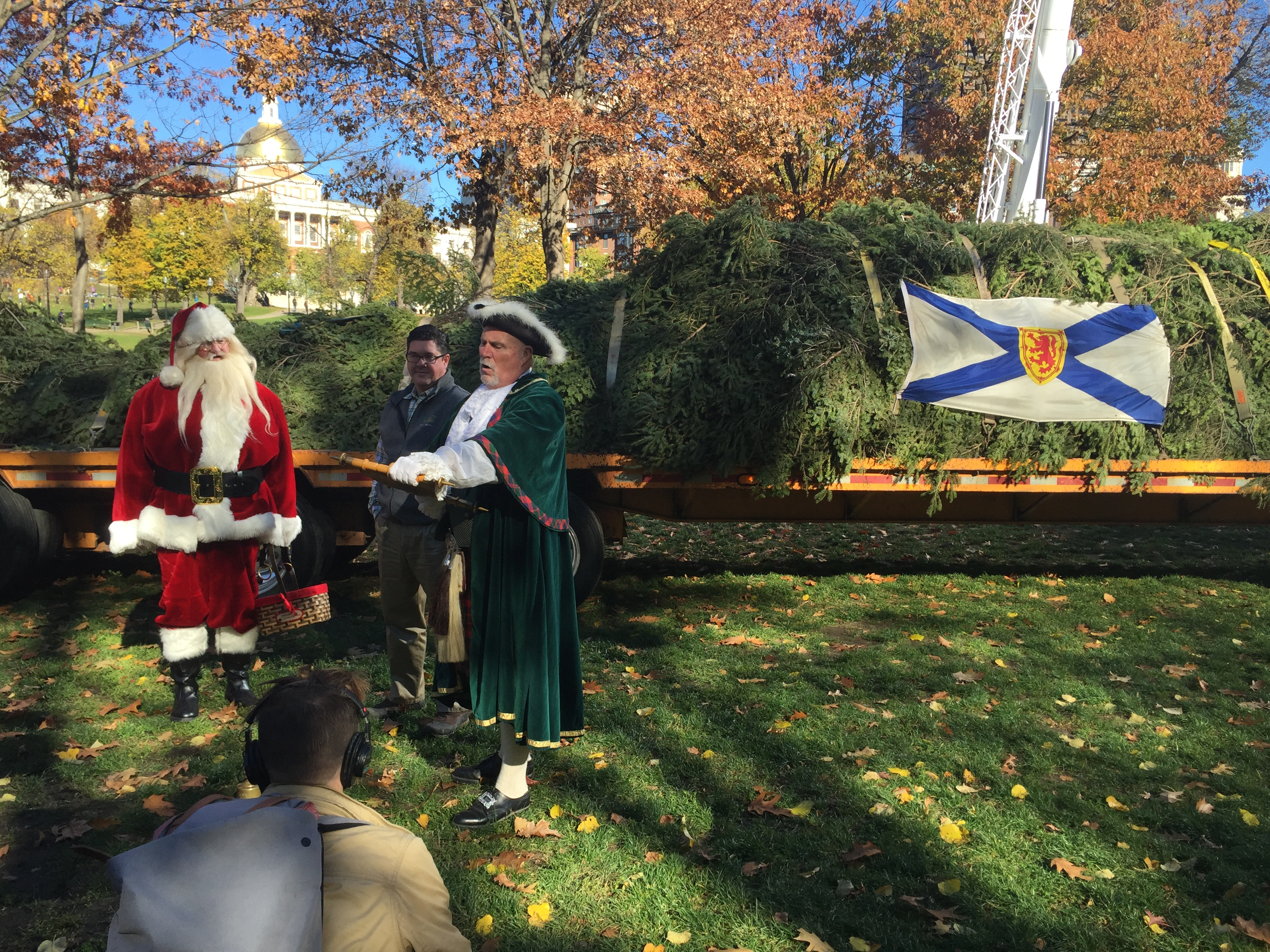
ボストン・コモンにてお触れ係とサンタクロースがツリーを歓迎する

警察の先導によりツリーがボストンに到着する。ノバスコシア州で児童がツリーを見送ったのと同様にボストンでもボストン・コモンにて児童がツリーを出迎える。
11月下旬または12月上旬にボストン・コモンでツリー点灯式が行われる。2万人が来場し、20万人がテレビで視聴する。1998年のツリーでは装飾に3,200工数以上かけ、4.5マイル(7キロメートル)の電線、17,000個の多色ライトを使用した。2006年のツリーは8,000個の電球を使用した。
1971年から2002年まで、ツリーはプルデンシャル・センターに飾られていたが、観客数の増加により2003年、ボストン・コモンに移動した。

## 費用
このツリーはお礼としての贈り物であることが大前提であるが、ノバスコシア州にとって大規模な経済負担となっている。2015年、ツリー、輸送、式典、パーティの総額はCA$242,000(US$179,000)であった。
ツリー選定費用がCA$1,900、伐採式典費用がCA$2,500である。テレビ局CTVアトランティックは撮影費用としてCA$25,000を受け取る。FacebookやInstagramでの宣伝費用にCA$900がかかる。ハリファックスからの発送にCA$10,000、輸送にCA$4,000がかかる。ノバスコシア州およびマサチューセッツ州でのイベントにおける簡素な被り物のほか、ノバスコシア州の旗にCA$1,000、ストラップにCA$3,000と粗品の費用にCA$11,000かかる。
州知事や市長、その部下などの役人の航空券、宿泊費などがCA$12,000である。ツリーを提供したマッキーチャン家も交通費としてCA$1,000を受け取った。ボストンのABC系列のWCVBは1時間の点灯式の生放送費用としてUS$55,000 (CA$75,000)を受け取る。ノバスコシア州のコマーシャルを放送しようとすればその4倍の費用がかかるのである。式典費用はUS$85,000であるが、半額以下のUS$30,000 (CA$41,000)がノバスコシア州からボストン市へ支払われる。
オムニ・パーカー・ホテルでのレセプション費用はCA$9,000である。派遣団のほか、自費でボストンに行ったノバスコシア州のビジネスマン、ボストン周辺に住むノバスコシア州出身者などが出席する。
ノバスコシア・コミュニティ・カレッジで経営学を教えるエド・マキュウによると、テレビで放送されることはノバスコシア州にとってかなり大きな宣伝効果になる。

## 報道
地元メディアによって伐採式の報道は大きく取り扱われる。CTVアトランティックのテレビ司会者が伐採式およびハリファックスからの送り出す会の司会を務める。また点灯式当日の夕方のニュースでもボストンから生中継で気象情報やツリー関連情報も報じられることになっている。2015年、CTVは10日間に亘り30秒のコマーシャルを製作および放送した。CTVはノバスコシア州にとって宣伝効果はCA$30,000にのぼると見積もった。またFacebookやInstagramでも宣伝活動が行なわれている。